# TMZ.com
TMZ.com è un sito web di gossip lanciato l'8 novembre 2005. Si tratta di una collaborazione fra America Online (AOL) e Telepictures Productions, una divisione della Warner Bros., sino a che la Time Warner ha dismesso AOL nel 2009. TMZ.com è ancora affiliato con AOL News ed infatti ha il logo di AOL News logo apposto in alto a destra su ogni pagina del sito. Le lettere TMZ stanno per thirty-mile zone ("zona di trenta miglia"), in riferimento alla "studio zone" che copre una zona di 30 miglia (50 km) fra la West Beverly Boulevard e La Cienega Boulevard a Los Angeles, ed è usualmente frequentata da VIP e celebrità.
Il direttore editoriale di TMZ è Harvey Levin, un ex avvocato diventato esperto in legge per il canale televisivo KCBS-TV. Il sito dichiara di non pagare per servizi o interviste; benché lo stesso Levin abbia ammesso che a volte TMZ paga i propri informatori per le storie raccontate sul sito. Levin ha inoltre dichiarato che ogni storia raccontata sul sito è ricercata e verificata con accuratezza. Il 10 settembre 2007 sono iniziate le trasmissioni del programma televisivo TMZ on TV, di contenuto simile a quello del sito.

## Sviluppo

Il logo di TMZ nel 2016

Tre mesi prima del lancio ufficiale di TMZ, America Online (AOL) aveva lasciato intendere che stava pianificando di lanciare un sito di notizie su Hollywood e incentrato sull'intrattenimento che sarebbe stato prodotto in collaborazione con Telepictures Productions e che aveva mostrato interesse nel lancio di un sito Web per concentrarsi principalmente sulle celebrità. Al momento del lancio, AOL ha confermato che il sito sarebbe principalmente caratterizzato da pettegolezzi di Hollywood, tra cui interviste, foto e riprese video di celebrità e informazioni relative alle notizie del settore su film, programmi televisivi, ecc. Il sito è stato descritto come "uno sforzo per alimentare ulteriormente l'attuale ossessione americana per le celebrità". Mike Shields di MediaWeek.com ha scritto, "il sito vanta anche una vasta collezione di foto e video di stelle archiviate", che consente ai fan di "tracciare le mutevoli linee e punti vita dei loro artisti preferiti nel corso degli anni".

## Riconoscimenti
Dal 2005, TMZ ha firmato Revlon, Chrysler, Hilton Hotels e New Line Cinema come inserzionisti charter sul loro sito web. Il New York Times ha citato TMZ come "una delle iniziative online di maggior successo degli ultimi anni". Nell'ottobre 2008, il New York Times ha riferito che TMZ, all'epoca, riceveva più di 10 milioni di telespettatori ogni mese. Alexa.com ha classificato TMZ come il 505° sito Web più trafficato in tutto il mondo e come il 155° sito Web più trafficato negli Stati Uniti.
Levin ha riconosciuto che TMZ ha trasmesso molteplici coperture degne di nota perché ha ritenuto che, mentre le storie sono vere, ha messo in dubbio come le fonti abbiano ottenuto le loro informazioni. Levin ha riconosciuto che TMZ paga fonti, ma sotto forma di una "tassa di mancia". Levin ha dichiarato che TMZ paga per le foto e per i "suggerimenti" o conduce storie, e ha difeso la posizione di TMZ affermando che le fonti e i suggerimenti sono verificati prima di essere utilizzati o segnalati.
Nel novembre 2009, le entrate di TMZ sono state rese pubbliche per la prima volta. Telepictures (da cui è gestita la TMZ) ha dichiarato: "Fatti salvi alcuni adeguamenti delle prestazioni e il rimborso delle spese, i ricavi sono suddivisi equamente tra le parti. Le Telepictures hanno ricevuto pagamenti per $6,2 milioni per i nove mesi conclusi 30 settembre 2009 e $12,7 milioni, $9,6 milioni e $3,0 milioni rispettivamente nel 2008, 2007 e 2006". In base ai dati pubblicati, le entrate di TMZ per il 2008 sono state di $25,4 milioni e si prevede che avrà un fatturato inferiore nell'anno 2009 con un fatturato di $12,4 milioni nei primi tre trimestri dell'anno, a differenza dell'anno precedente, che era compreso nell'intervallo di $15 milioni.
Il 29 maggio 2012, il co-fondatore Jim Paratore è morto di infarto durante un viaggio in bicicletta in Francia. Paratore era noto per il suo lavoro nella produzione televisiva, producendo diversi programmi diurni e sindacati, in particolare mentre era dirigente di Telepictures (che co-produce la serie televisiva sindacata compagna del sito web).

## Gossip più famosi

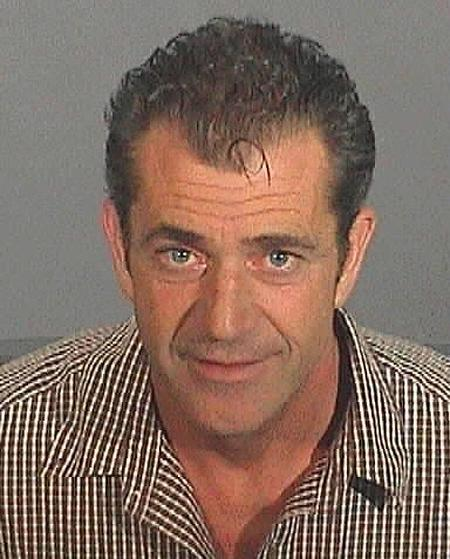
TMZ fu il primo a raccontare la storia secondo cui l'attore Mel Gibson era stato arrestato per guida in stato di ebbrezza; è stato successivamente confermato di aver guidato con un livello di alcol oltre il limite. TMZ ha pubblicato la foto segnaletica di Gibson (nella foto sopra) e un rapporto della polizia di quattro pagine su otto scritto a mano dall'agente di polizia.

Il 28 luglio 2006, TMZ è stato il primo media a riferire che l'attore Mel Gibson era stato arrestato per guida in stato di ebbrezza. Oltre a rendere nota la storia, TMZ riportò anche "dettagli esclusivi" sul caso poco dopo. Nel rapporto pubblicato da TMZ, conteneva il suo trasporto alla stazione e il tempo in custodia, citava una "fonte anonima delle forze dell'ordine", pubblicando quattro pagine di un rapporto di arresto scritto a mano, tramite un file PDF. TMZ affermò che i documenti che avevano pubblicato facevano parte del rapporto originale di otto pagine che era stato scritto dall'ufficiale di arresto, prima che l'agente fosse incaricato dai suoi superiori di omettere i dettagli infiammatori sui presunti commenti e comportamenti antiebraici di Gibson.
Il 7 novembre 2006, TMZ è stato il primo a riferire che la cantante Britney Spears aveva presentato una petizione per il divorzio dall'allora marito Kevin Federline.
Il 3 maggio 2007, TMZ è stata la prima a raccontare la storia e ad ottenere esclusivamente documenti, affermando che la socialite Paris Hilton sarebbe stata condannata a 45 giorni di carcere in quanto condannata per guida con patente sospesa dopo aver perso la patente per guida in stato di ebbrezza quattro mesi prima.

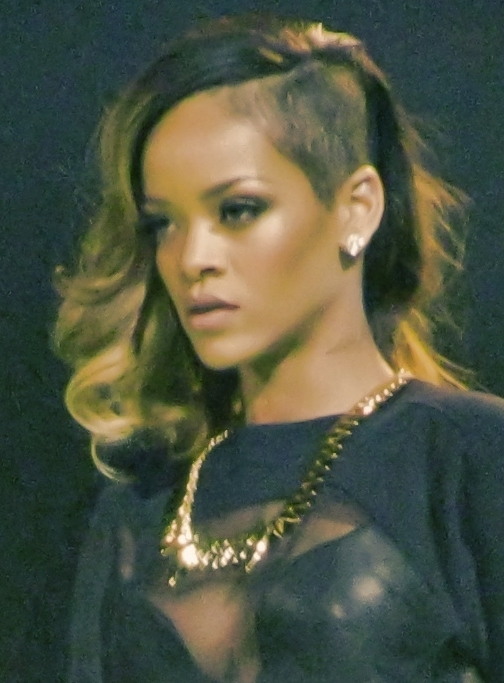
TMZ è stata la prima a pubblicare una foto della polizia, che all'epoca era considerata come prova, della cantante Rihanna dopo un alterco con l'allora fidanzato Chris Brown nel febbraio 2009. TMZ ha dichiarato di aver ottenuto la foto legalmente.

Il 22 febbraio 2009, TMZ ha rilasciato quella che è stata identificata come una foto di prove della polizia della cantante Rihanna dopo essere stata aggredita dall'ex partner Chris Brown. Poco dopo il rilascio della foto, il Dipartimento di Polizia di Los Angeles (LAPD) annunciò che stava indagando sulla fuga e sulla possibile vendita della foto di Rihanna con una faccia tumefatta e che TMZ le aveva pubblicate perché la foto era stata considerata prova. TMZ ha affermato di aver ottenuto la foto legalmente, ma non da chi le avesse comprate.
TMZ è stata la prima a raccontare il rapporto sulla morte di Michael Jackson il 25 giugno 2009. Il rapporto è stato trattato con cautela dalle fonti dei media mainstream a quel tempo, nonostante fosse citato su canali di notizie. Lo scoop di TMZ ha battuto le principali emittenti televisive di quasi 3 ore fino a quando anche la CNN ha confermato la storia. Parte di questo ritardo è stata successivamente spiegata come "standard di conferma più severi" degli altri punti vendita, ma Levin ha affermato, durante un'intervista con Huffington Post, che TMZ, al momento della pubblicazione dell'argomento, ha verificato la storia e le fonti. "Bene, prima che fosse annunciato ufficialmente. Lo sapevamo davvero in modo significativo prima ancora di quello che stava succedendo. Siamo stati positivi quando l'abbiamo pubblicato. Lo abbiamo postato quando eravamo al 100% sicuri." TMZ è stato anche il primo a ricevere il rapporto del coroner del cantante l'8 febbraio 2010, dimostrando che il dosaggio di Propofol e la negligenza hanno ucciso la leggenda pop.
TMZ è stato il primo punto vendita a dare la notizia della morte di Brittany Murphy il 20 dicembre 2009.
TMZ è stato il primo a rilasciare una registrazione filmata di una deposizione di Justin Bieber sulla guardia del corpo di Bieber che avrebbe aggredito un fotografo e minacciato con una pistola. Questo video di deposizione, pubblicato in una serie di filmati più brevi il 10 marzo 2014. Ogni video della serie ha ottenuto rispettivamente oltre un milione di visualizzazioni e, quando compilato da una terza parte, il video della deposizione su YouTube ha generato quasi sei milioni di visualizzazioni.
La TMZ è stata la prima a riferire sulla conversazione privata di Donald Sterling, proprietario dei Los Angeles Clippers, con la sua fidanzata V. Stiviano il 25 aprile 2014, in cui Sterling avrebbe avuto un problema con la sua associazione con gli afroamericani. 4 giorni dopo, l'NBA ha licenziato Sterling e gli ha inflitto una multa di 2,5 milioni di dollari.
Il 12 maggio 2014, TMZ ha acquisito le riprese della telecamera di sicurezza ed è stata la prima a raccontare la storia di Solange Knowles che ha aggredito fisicamente il marito di sua sorella Beyoncé, il rapper Jay-Z, in un ascensore allo Standard High Line di Manhattan, in seguito al Met Gala 2014. Il dipendente che ha venduto il filmato a TMZ (dopo essere stato messo all'asta per cinque giorni al miglior offerente e, secondo quanto riferito, venduto a $250.000 a TMZ) è stato successivamente licenziato dal The Standard High Line per aver violato le politiche di sicurezza dell'hotel.
TMZ è stata la prima a rilasciare frammenti del controverso video musicale di Lady Gaga "Do What U Want", in particolare con R. Kelly e Terry Richardson, entrambi precedentemente accusati di violenza sessuale.
Il 9 settembre 2014, TMZ ha pubblicato un video che mostrava Ray Rice che picchiava la sua fidanzata in un ascensore di Atlantic City. Rice è stato rilasciato dai Baltimore Ravens e sospeso a tempo indeterminato dalla NFL.
Il 7 luglio 2015, TMZ ha acquisito filmati che mostravano Ariana Grande che leccava ciambelle non acquistate e affermava "Odio gli americani. Odio l'America. È disgustosa".
Il 21 aprile 2016, TMZ è stato il primo media a pubblicare le notizie sulla morte di Prince.
Il 20 settembre 2016, TMZ è stata la prima ad annunciare la rottura della supercoppia, Brad Pitt e Angelina Jolie, nota anche come "Brangelina".
Il 22 settembre 2017, TMZ è stata la prima a dare la notizia della gravidanza di Kylie Jenner con il fidanzato Travis Scott.

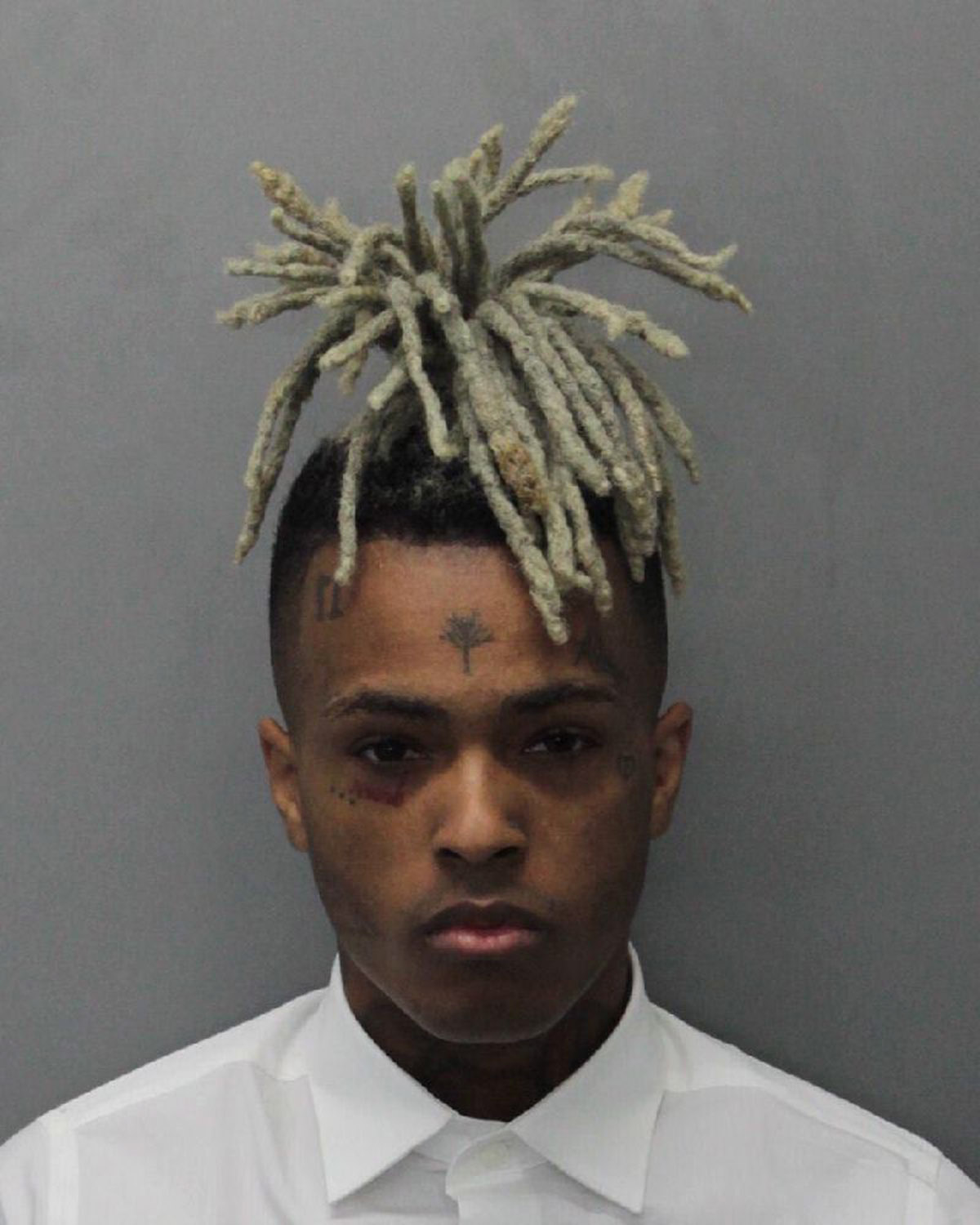
TMZ fu la prima a riportare la morte del cantante XXXTentacion.

Il 18 giugno 2018, TMZ è stata la prima a segnalare la morte di XXXTentacion.
Il 30 novembre 2018, TMZ ha pubblicato alcuni filmati di Kareem Hunt giocatore NFL dei Kansas City Chiefs che aggrediva con calci e pugni una donna in un hotel. Questo ha portato al licenziamento dalla squadra lo stesso giorno.
Il 26 gennaio 2020, TMZ è stata la prima ad annunciare il decesso di Kobe Bryant, ex cestista dell'NBA, avvenuto a causa di un incidente in elicottero a Calabasas.

## Critica
Sin dal lancio di TMZ, il sito web ha affrontato critiche, che vanno dai tentativi di boicottaggio alle critiche sulla sua tattica giornalistica e sulla sua attenzione. È stato criticato per l'uso di fotografie e video ottenuti dai paparazzi. Alcuni hanno messo in dubbio l'effetto che i fotografi aggressivi e invadenti hanno sulle celebrità. Molti dei video sul sito mostrano, nel filmato, che i loro paparazzi inseguono le persone (principalmente celebrità), con una pratica che è stata definita pericolosa e "inquietante".

### Etica

#### Dettagli sul suicidio

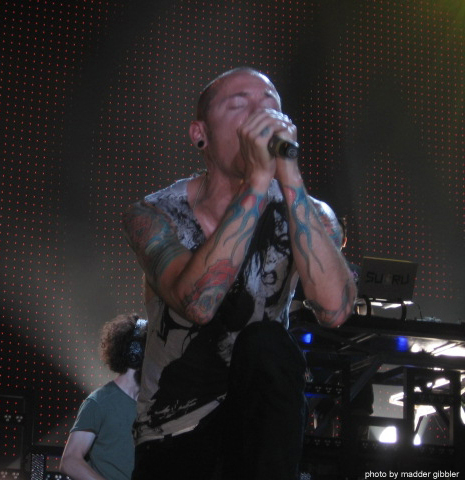
TMZ è stata criticata per aver rivelato descrizioni dettagliate del suicidio, incluso il suo metodo e l'ambiente circostante.

TMZ ha ricevuto notevoli critiche per la sua copertura di dettagli riguardanti le morti di celebrità, in particolare i suicidi. Dopo la morte del frontman dei Linkin Park, Chester Bennington nel 2017, TMZ è stata criticata per aver rivelato descrizioni dettagliate del suicidio, incluso il suo metodo e l'ambiente circostante. La vedova di Bennington, Talinda, ha risposto con critiche all'ufficio del coroner della contea di Los Angeles e a TMZ, concludendo una tirata su Twitter con l'hashtag "#FuckyouTMZ". Nel 2018, TMZ ha pubblicato di nuovo dettagli intimi del metodo suicida del DJ svedese Avicii, rivelandolo attraverso diverse fonti, alcune in disaccordo l'una con l'altra. La vedova di Chester Bennington ha reagito di nuovo sfavorevolmente, criticando TMZ e sollecitando le persone a "Non fare clic sull'articolo di TMZ o su qualsiasi altro dei dettagli privati della morte di Avicii".

#### Omicidio di Andre Lowe
Il 16 gennaio 2013, Andre Lowe è stato ucciso fuori da una discoteca di Hollywood. Un giornalista nelle vicinanze ha filmato l'attacco e il video è stato pubblicato sul sito Web senza il permesso della famiglia. Il 22 gennaio 2013, TMZ ha finito per eliminare il video dopo che oltre due dozzine di inserzionisti hanno revocato gli annunci per il sito Web a causa della campagna.

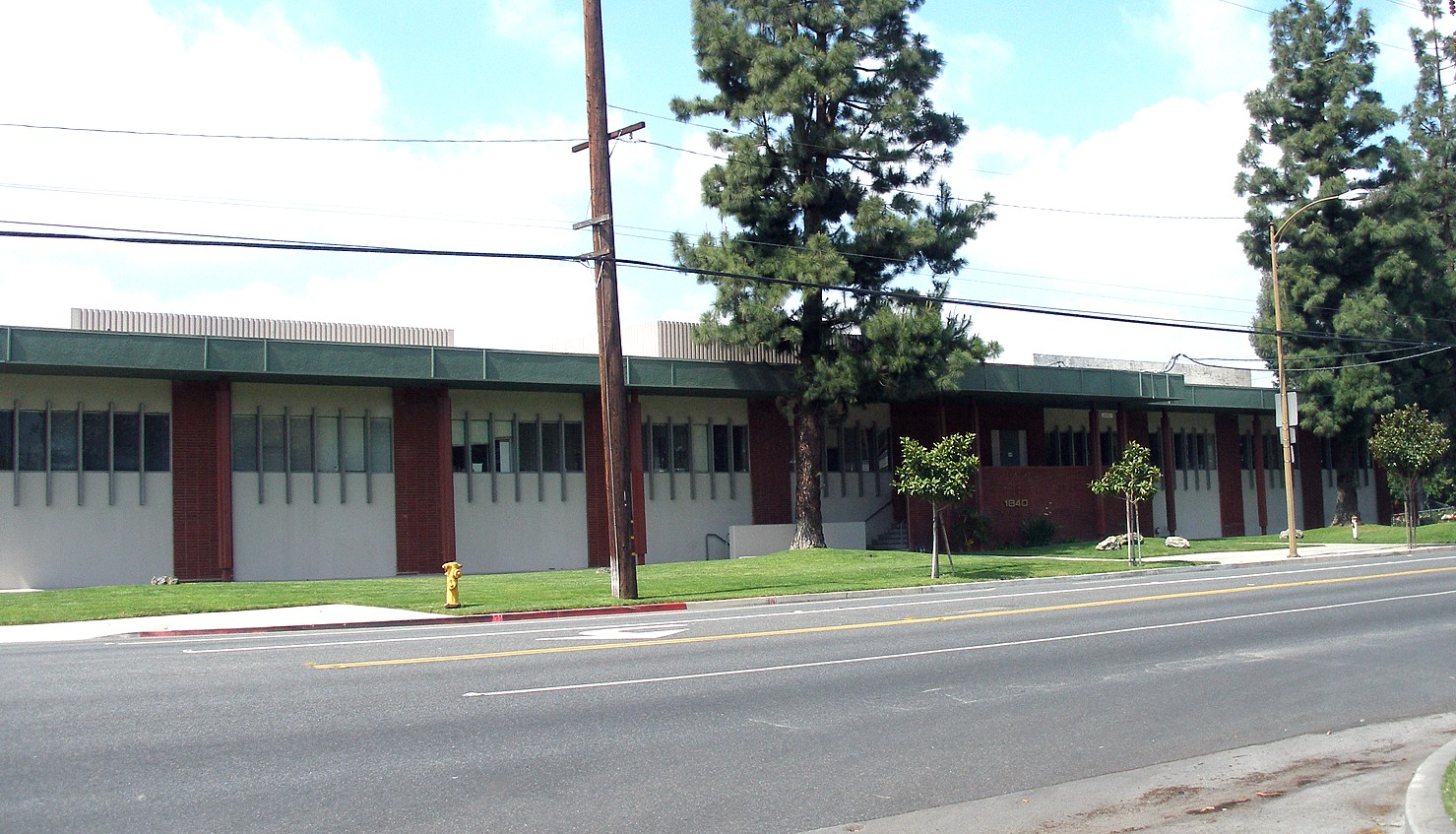
Victory Studios a Glendale, California, dove TMZ ha incominciato. TMZ in seguito si è trasferita a Sunset Blvd, Los Angeles. Dall'aprile 2013, TMZ si trova a Marina del Rey, in California.

### Informazioni errate

#### John F. Kennedy
In quello che The Smoking Gun chiamava "un colossale pasticcio", TMZ ha pubblicato sul loro sito web un'immagine "esclusiva" di un uomo che si presume fosse John F. Kennedy su una nave con diverse donne nude che avrebbero potuto "cambiare la storia", durante la sua campagna presidenziale. Pur avendo un esperto di Photoshop che proclamava l'immagine "autentica", in seguito fu scoperto che l'immagine non era affatto di Kennedy. Si è scoperto che la foto faceva parte di un servizio fotografico di Playboy del novembre 1967, che è stato successivamente confermato dai rappresentanti della rivista.

#### Lil Wayne
Il 15 marzo 2013, i membri dello staff di TMZ affermarono di aver appreso che il rapper Lil Wayne era in condizioni "instabili" dopo essere stato ricoverato in ospedale a seguito di un attacco e che il rapper trentenne era stato posto in coma indotto. Poco dopo la presentazione del rapporto, l'amico di Lil Wayne, Mack Maine ha risposto alle accuse di TMZ sul suo account Twitter affermando che Wayne era "vivo e vegeto". Maine aggiunse anche che le condizioni di Wayne non sono mai state così gravi e che Wayne non è mai stato in coma. Poco dopo, il padre di Wayne dichiarò sul suo account Twitter che Wayne era abbastanza sano da essere dimesso dall'ospedale. Circa un'ora dopo la pubblicazione di questi messaggi, lo stesso Wayne dichiarò sul suo account Twitter che stava bene.